# UEFA-Champions-League-Finale 2015
Das UEFA-Champions-League-Finale 2015 zwischen Juventus Turin und dem FC Barcelona war die Endspiel-Begegnung der Champions-League-Saison 2014/15. Sie fand am 6. Juni 2015 im Berliner Olympiastadion statt. Der FC Barcelona qualifizierte sich als Sieger des Endspiels für den UEFA Super Cup 2015 und die FIFA-Klub-Weltmeisterschaft 2015, die Teilnehmer wurden in den Halbfinalspielen am 5. und 6. Mai (Hinspiele) sowie 12. und 13. Mai (Rückspiele) ermittelt.

## Austragungsort

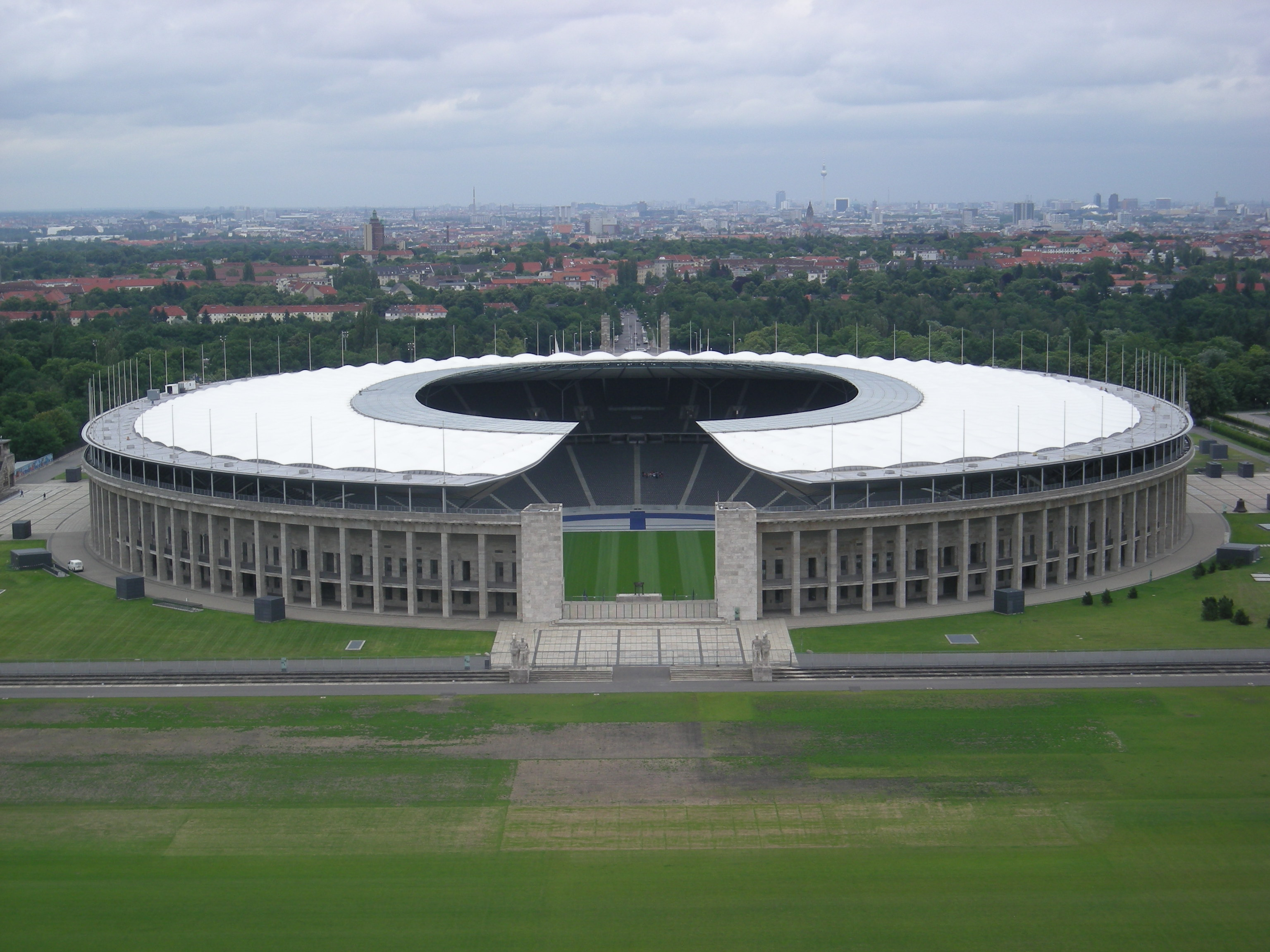
Das Finale fand im Berliner Olympiastadion statt

Auf dem Executive Committee Meeting der UEFA am 23. Mai 2013 in London wurde das Berliner Olympiastadion als Austragungsort für das Champions-League-Finale 2015 bestimmt. Es ist seit 1963 das Heimstadion des Bundesligisten Hertha BSC und erstmals Endspielstadion in der Königsklasse des europäischen Vereinsfußballs. Für die Olympischen Sommerspiele 1936 wurde es mit einem Fassungsvermögen von 100.000 Zuschauern errichtet, für die Fußball-Weltmeisterschaft 1974 umgebaut und es war mit 85.000 Plätzen das größte Stadion des Turniers. Seit 1985 finden die jährlichen Endspiele des DFB-Pokals dort statt, darüber hinaus war es Schauplatz von über 30 Länderspielen der deutschen Fußballnationalmannschaft. Für das Endspiel der Fußball-Weltmeisterschaft 2006 wurde es erneut umgebaut, vollständig überdacht und hat seit 2014 74.649 Sitzplätze. Seit 2005 hatte sich Berlin jedes Jahr um die Austragung des Champions-League-Finales beworben. Die Kosten werden mit 2,74 Millionen Euro angegeben.
Erst wenige Male war das Stadion bisher Schauplatz des höchsten europäischen Vereinswettbewerbs: Das Wiederholungsmatch des Achtelfinalhinspiels „mit dem Büchsenwurf“ im Europapokal der Landesmeister 1971/72 trug Borussia Mönchengladbach wegen der verhängten Platzsperre in Berlin aus und in der Champions-League-Saison 1999/2000 war Hertha BSC mehrmals Gastgeber im Stadion. Ebenfalls eine Platzsperre brachte der Spielstätte das bisher einzige Europapokalendspiel: das Finalrückspiel des UEFA-Pokals 1986 mit dem 1. FC Köln als Heimmannschaft.

## Hintergrund
Das Logo für das Finale wurde Ende August 2014 der Öffentlichkeit präsentiert. Es zeigt den Siegerpokal über dem Olympiastadion und vor diesem das Brandenburger Tor. Der Spielball für das Endspiel, „adidas Finale Berlin“, wurde im Februar 2015 vorgestellt und während der gesamten K.-o.-Phase eingesetzt.
Botschafter der UEFA für das Finale war Karl-Heinz Riedle, der mit Borussia Dortmund im Jahr 1997 die Champions League gewann. Von den 70.500 Eintrittskarten gingen 24.500 an die UEFA und ihre Mitgliedsverbände, Sendeanstalten und Sponsoren. Von den restlichen 46.000 bekamen je 20.000 die Vereine der Finalisten und 6000 gelangten ab dem 5. März in den freien Verkauf über die UEFA, wobei die Preise zwischen 70 und 390 Euro betrugen.
Ab dem 4. Juni wurde das „Champions Festival“ auf der Fanmeile Berlin geplant. Für die bis zu 100 zusätzlich erwarteten Flugbewegungen waren Ausnahmegenehmigungen vom Nachtflugverbot des Flughafens Berlin Brandenburg geplant, der wegen der Reparatur der Landebahn auf dem Flughafen Berlin-Schönefeld als Ausweichflughafen diente.
Das Finale der UEFA Women’s Champions League 2014/15 wurde ebenfalls in Berlin ausgetragen, und zwar wegen der Weltmeisterschaft nicht wie üblich wenige Tage vor dem Endspiel der Herrenmannschaften, sondern bereits am 14. Mai im Friedrich-Ludwig-Jahn-Sportpark. Der 1. FFC Frankfurt schlug Paris Saint-Germain, das den Titelverteidiger VfL Wolfsburg im Halbfinale besiegt hatte, mit 2:1.

### Mannschaften
Qualifiziert waren die Sieger der Halbfinalbegegnungen Juventus Turin, das sich gegen Titelverteidiger Real Madrid durchsetzte und der FC Barcelona, der den FC Bayern München bezwang.

### Schiedsrichter
Schiedsrichter der Partie war Cüneyt Çakır aus Istanbul. Die UEFA nominierte den 38-jährigen Türken am 18. Mai 2015 mit seinen Assistenten Bahattin Duran und Tarık Ongun. Çakır gehört seit 2011 zur Elitegruppe der UEFA-Schiedsrichter und pfiff bis zum Finale 18 Partien in der Champions League und insgesamt 50 Partien auf internationaler Clubebene. In dieser Saison pfiff er in der Champions League zwei Partien in der Gruppenphase sowie das Achtelfinal-Hinspiel zwischen Paris Saint-Germain und dem FC Chelsea (1:1), in der Europa League pfiff er jeweils ein Spiel im Sechzehntel-, Achtel- und Viertelfinale. Vierter Offizieller des Finals war der Schwede Jonas Eriksson.

## Der Weg ins Finale
Anmerkung: Die Ergebnisse werden jeweils aus Sicht der Finalisten angegeben.
| Pl. | Verein            | Sp. | S | U | N | Tore    | Diff. | Punkte |
| --- | ----------------- | --- | - | - | - | ------- | ----- | ------ |
| 1.  | Atlético Madrid   | 6   | 4 | 1 | 1 | 014:300 | +11   | 13     |
| 2.  | Juventus Turin    | 6   | 3 | 1 | 2 | 007:400 | +3    | 10     |
| 3.  | Olympiakos Piräus | 6   | 3 | 0 | 3 | 010:130 | −3    | 09     |
| 4.  | Malmö FF          | 6   | 1 | 0 | 5 | 004:150 | −11   | 03     |

| Pl. | Verein              | Sp. | S | U | N | Tore    | Diff. | Punkte |
| --- | ------------------- | --- | - | - | - | ------- | ----- | ------ |
| 1.  | FC Barcelona        | 6   | 5 | 0 | 1 | 015:500 | +10   | 15     |
| 2.  | Paris Saint-Germain | 6   | 4 | 1 | 1 | 010:700 | +3    | 13     |
| 3.  | Ajax Amsterdam      | 6   | 1 | 2 | 3 | 008:100 | −2    | 05     |
| 4.  | APOEL Nikosia       | 6   | 0 | 1 | 5 | 001:120 | −11   | 01     |

## Spieldaten
| Juventus Turin                                              | Juventus Turin | FC Barcelona | FC Barcelona |
| ----------------------------------------------------------- | --- | --- | ------------ |
| Juventus Turin                                              | \| 6. Juni 2015 um 20:45 Uhr (MESZ) in Berlin (Olympiastadion) \| \| Ergebnis: 1:3 (0:1) \| \| Zuschauer: 70.442 \| \| Schiedsrichter: Cüneyt Çakır ( Türkei) 1 \| \| Spielbericht \| | \| 6. Juni 2015 um 20:45 Uhr (MESZ) in Berlin (Olympiastadion) \| \| Ergebnis: 1:3 (0:1) \| \| Zuschauer: 70.442 \| \| Schiedsrichter: Cüneyt Çakır ( Türkei) 1 \| \| Spielbericht \|                                                                       | FC Barcelona |
| Juventus Turin                                              | Gianluigi Buffon – Stephan Lichtsteiner, Andrea Barzagli, Leonardo Bonucci, Patrice Evra (89. Kingsley Coman) – Andrea Pirlo – Claudio Marchisio, Paul Pogba – Arturo Vidal (79. Roberto Pereyra) – Carlos Tévez, Álvaro Morata (85. Fernando Llorente) Cheftrainer: Massimiliano Allegri ( Italien) | Marc-André ter Stegen – Dani Alves, Gerard Piqué, Javier Mascherano, Jordi Alba – Sergio Busquets – Ivan Rakitić (90.+1' Jérémy Mathieu), Andrés Iniesta (78. Xavi) – Lionel Messi, Neymar, Luis Suárez (90.+6' Pedro) Cheftrainer: Luis Enrique ( Spanien) | FC Barcelona |
| Juventus Turin                                              | 1:1 Álvaro Morata (55.) | 0:1 Ivan Rakitić (4.) 1:2 Luis Suárez (68.) 1:3 Neymar (90.+7') | FC Barcelona |
| Juventus Turin                                              | Arturo Vidal (11.), Paul Pogba (41.) | Luis Suárez (70.) | FC Barcelona |
| Juventus Turin                                              | Spieler des Spiels: Andrés Iniesta | | FC Barcelona |
| 6. Juni 2015 um 20:45 Uhr (MESZ) in Berlin (Olympiastadion) | | |              |
| Ergebnis: 1:3 (0:1)                                         | | |              |
| Zuschauer: 70.442                                           | | |              |
| Schiedsrichter: Cüneyt Çakır ( Türkei) 1                    | | |              |
| Spielbericht                                                | | |              |